# حمام مصباح
حمام مصباح مربوط به اوایل دوره قاجار است و در کرج، محله قدیمی مصباح واقع شده و این اثر در تاریخ ۱۲ شهریور ۱۳۸۰ با شمارهٔ ثبت ۳۷۹۰ به‌عنوان یکی از آثار ملی ایران به ثبت رسیده است.